# Axiopsis serratifrons
Axiopsis serratifrons är en kräftdjursart som först beskrevs av Alphonse Milne-Edwards 1873.  Axiopsis serratifrons ingår i släktet Axiopsis och familjen Axiidae. Inga underarter finns listade i Catalogue of Life.